# Days Go By
Days Go By je deváté studiové album americké punk rockové hudební skupiny The Offspring, které vyšlo 26. června 2012. Ve spolupráci s Bobem Rockem a vydavatelstvím Columbia Records nahrála kapela 12 nových písní. Jedná se o jejich první studiové album za čtyři roky od vydání alba Rise and Fall, Rage and Grace z roku 2008. Poprvé se na jejich albu objeví bubeník Pete Parada, který do skupiny přišel těsně před vydáním osmého alba, ale do nahrávání nezasáhl. Na albu vystupuje také bubeník John Freese, se kterým spolupracovala kapela již dvakrát, nejprve při vydání alba Splinter v roce 2003 a poté Rise and Fall, Rage and Grace.
Kapela na albu začala pracovat už v roce 2009 a plánovala jeho vydání na rok 2010. Nahrávání se však protahovalo a datum vydání bylo několikrát posouváno, nejprve na jaro a podzim 2011 a poté na polovinu roku 2012. Před vydáním celého alba kapela vydala dva singly, 27. dubna 2012 titulní skladbu „Days Go By“ a 30. dubna 2012 „Cruising California (Bumpin' in My Trunk)“ se zřetelnými hip hopovými prvky.

## Nahrávání
V květnu roku 2009 Noodles v rozhovoru uvedl, že Dexter Holland s producentem Bobem Rockem pracovali na Havaji na novém materiálu pro deváté album. V témže rozhovoru naznačil, že se na novém albu možná objeví některé písně z nahrávání osmého alba Rise and Fall, Rage and Grace, které se však na albu nikdy neobjevily.

Dexter Holland v několika rozhovorech uvedl, že doufá, že nahrávání nebude trvat tak dlouho jako u Rise and Fall, Rage and Grace.
V rozhovoru na téma nového alba pro časopis Rolling Stone uvedl, že se skupina rozhodla spolupracovat znovu s Bobem Rockem a nové album mají v plánu vydat někdy v roce 2010.
↵Noodles pro deník Edmonton Sun uvedl, že skupina hodlá začít s nahráváním někdy na podzim roku 2009 a že sice zatím nemají nic natočeno, ale že možná otřepají i nějaké staré hity.
V červnu roku 2009 Noodles v rozhovoru pro Billboard uvedl, že Dexter Holland a producent Bob Rock prošli několik nedokončených věcí z alba Rise and Fall, Rage and Grace, a dokonce i nějaké nahrávky pro Splinter a Conspiracy of One a s kritickým pohledem zkoumali, co by se na nich dalo vylepšit. Dále řekl, že by si kapela hrozně přála vydat album již v roce 2010, ale že se pravděpodobně do ledna roku 2010 nedostanou do studia. Na otázku, zdali se bubeník Pete Parada zapojí do nahrávání odpověděl: „Je skvělý. Zatím jsme s ním sice nic nenahrávali, ale moc se na to těšíme. Je to skvělý bubeník. Má dobré nápady a je opravdu nad věcí. Nic ho nerozhodí a když před něj hodíme nějakou práci se slovy ,udělej tohle', tak řekne jen ,Dobře'. Pete je opravdu milý chlapík.“ Nehledě na předchozí zprávy, že nahrávání začne na začátku roku 2010, v lednu roku 2010 řekl bubeník Pete Parada:„Zatím nejsme připraveni o tom mluvit“
V březnu roku 2010 skupina uvedla, že se připojí ke skupinám 311 a Pepper na turné po Spojených státech, kam vyrazili hned po dvou koncertech v Kanadě. Při turné si dala kapela pauzu od studiové práce a na vystoupeních zahrála některé nové skladby. Na koncertě v Las Vegas 18. června 2010 zahráli první novou skladbu „You Will Find a Way“, která se původně měla objevit na novém albu, nicméně v nejnovějším seznamu uvedena není. Někteří fanoušci ji kritizují, že zní podobně jako skladba „Times Like These“ od Foo Fighters.
V únoru roku 2010 kapela uveřejnila odkaz na tzv. „Offspring Studio Cam“, kde zveřejňovala záběry ze studia, jak kapela pracuje na devátém albu.
3. května 2010 uveřejnil Holland zprávu, ve které si pochvaluje spolupráci s producentem Bobem Rockem. Zároveň řekl, že kapela pracuje na další várce písní a každá je v jiném stádiu. Některé teprve rozpracované, některé už skoro hotové. Zároveň řekl, že některé písně kapela představí na letním turné. Holland také odhalil název jedné písně „It's All Good“ s tím, že si není jistý, zda se objeví na albu. V červnu 2010 vystoupili Holland a Noodles v interview Loveline, kde zmínili letní pauzu od nahrávání kvůli nastávajícím koncertům. Na otázku jak bude album znít Noodles odpověděl, že bude podobné albu Rise and Fall, Rage and Grace, respektive albu Smash, zatímco Holland řekl, že album bude „straight-up rockin“ – opravdově rockové. V tom samém rozhovoru oba uvedli, že po novém albu kapela možná vydá jedno koncertní album.
Na konci turné s kapelou 311 Noodles prohlásil, že kapela se teď vážně pustí do nahrávání dalšího materiálu. Pro Billboard Magazine však uvedl, že práce postupuje pomalu, hotovou mají pouze jednu píseň a pět až šest je ve fázi ladění. Baskytarista Greg Kriesel uvedl, že snad bude nové album vydané do konce roku 2010, ale že to možná bude trvat i déle. 4. října 2010 Holland uvedl na profilu na Twitteru zprávu:„good to be back in the studio (je dobré být zpět ve studiu)“. Vznikly tak spekulace, že kapela pokračuje s nahráváním alba. Ovšem 20. prosince 2010 Holland znovu skrz Twitter profil řekl, že strávili dva týdny nahráváním a do studia se vrátí až po vánočních svátcích, aby album v roce 2011 vydali. V novoročním projevu Noodles s Hollandem uvedli, že album bude mít 12 až 13 skladeb. K datu vydání Holland uvedl: „Můžeme to vydat zítra, ale nebude to hotové, nebude to dobré,“ ale že doufá, že do konce března album vydají.
V dalším projevu v dubnu roku 2011 Noodles uvedl, že album snad bude vydané do letního turné, že teď čekají na připomínky od svého speciálního týmu kritiků. Řekl, že podle něj bude znít album skvěle a fanouškům se bude líbit. Znovu upřesnil, že na albu bude 12 až 13 písní. Bubeník Josh Freeze a klávesista Ronnie King na svých internetových stránkách uvedli, že spolupracují s kapelou The Offspring a právě jsou v nahrávacím studiu. Mezitím kapela na svých stránkách uvedla, že bude celé léto a podzim cestovat a hrát v Evropě, 29. května 2011 uvedla, že svoje letní turné zahájí v Průmyslovém paláci v Praze 16. srpna 2011.
Na začátku srpna 2011 Dexter Holland uvedl, že si kapela udělá krátkou pauzu, protože potřebuje napsat ještě nějaké texty. Fanoušky ujistil, že je kapela opravdu hodně blízko vydání a rozhodně nenastane podobná situace jako kolem alba Chinese Democracy (od Guns N' Roses), teď už kapela vše nezahodí a nezačne znovu.
4. září 2011 Noodles v rozhovoru po koncertě v Bologni, že nové album nebude vydáno dříve než v roce 2012, ale že do konce roku budou hotovi s nahráváním a pustí se do obalu a ostatních záležitostí. 14. září 2011 kapela The Offspring uvedla na facebooku, že do týdne budou zpět ve studiu a album dokončí do dvou až tří měsíců. V tentýž den kapela oznámila, že vyjede na turné na podporu alba. Později Noodles uvedl, že turné začne někdy na jaře roku 2012. Na přelomu března a dubna se kapela vrátí do Japonska na PunkSpring Festival, kde vystoupí v Tokiu a v Osace společně s kapelami Sum 41, New Found Glory a All Time Low a potvrzena byla i účast na červnovém festivalu Rock am Ring and Rock im Park. V lednu roku 2012 Noodles na Twitteru uvedl, že album snad bude dokončeno do konce ledna, ale Holland uvedl, že první termín je až na konci února 2012. V únoru kapela pracovala na pořadí skladeb. 24. března 2012 Dexter Holland řekl, že je album hotové. Na konci dubna 2012 vydala kapela první singl „Days Go By“, který je zároveň titulní skladbou alba a v rozhovoru pro rádio KROQ-FM upřesnili členové datum vydání. Nové album vyšlo 26. června 2012.

## Seznam skladeb
Všechny skladby napsal(i) The Offspring. 
| Days Go By     | Days Go By                                                   | Days Go By |
| Pořadí         | Název                                                        | Délka      |
| -------------- | ------------------------------------------------------------ | ---------- |
| 1.             | The Future Is Now                                            | 4:08       |
| 2.             | Secrets from the Underground                                 | 3:10       |
| 3.             | Days Go By                                                   | 4:02       |
| 4.             | Turning into You                                             | 3:42       |
| 5.             | Hurting as One                                               | 2:50       |
| 6.             | Cruising California (Bumpin' in My Trunk)                    | 3:30       |
| 7.             | All I Have Left Is You                                       | 5:19       |
| 8.             | O.C. Guns                                                    | 4:08       |
| 9.             | Dirty Magic                                                  | 4:00       |
| 10.            | I Wanna Secret Family (With You)                             | 3:02       |
| 11.            | Dividing by Zero                                             | 2:22       |
| 12.            | Slim Pickens Does the Right Thing and Rides the Bomb to Hell | 2:36       |
| Celková délka: | Celková délka:                                               | 42:43      |

## Obsazení
The Offspring
- Dexter Holland – zpěv, rytmická kytara
- Noodles – sólová kytara, vokály v pozadí
- Greg K. – basová kytara, vokály v pozadí
- Pete Parada – bicí (4, 9, 11 a 12)

Ostatní hudebníci
- Josh Freese – bicí (1, 2, 3, 5, 6, 7, 8 a 10)
- Todd Morse – vokály v pozadí
- Jamie Edwards – klávesy (1, 3, 6 a 7)
- Jon Berry – vokály v pozadí (2)
- Dani and Lizzy – zpěv (6)
- Mariachi Sol de Mexico de Jose Hernandez – skupina ve stylu Mariachi (8)
- Carlos Gomez – kytara ve stylu Mariachi (8)
- Ronnie King – klávesy (8)
- DJ Trust – gramofony (8)